# Hannele Norrström
Hannele Norrström, född 14 november 1983 i Göteborg, död 9 augusti 1993 i Laholm, var en svensk barnboksförfattare.
Norrström drabbades av en elakartad och snabbväxande hjärnstamstumör och blev inlagd på barnkliniken i Lund. Det var där hon snabbt skrev sin första och enda bok Guldflickan. Sven Nordqvist illustrerade boken, som utgavs 1995. Vinsten gick till Barncancerfonden. Guldflickan har översatts till danska, finska och tyska.
Berättelsen sattes upp som musikal av en fri teatergrupp i Borlänge 2016.

## Priser och utmärkelser
- 1995 – BMF-Barnboksplaketten för Guldflickan (tillsammans med Sven Nordqvist)